# Bernd Franke (Komponist)
Bernd Franke (* 14. Januar 1959 in Weißenfels/Saale) ist ein deutscher Komponist.

## Künstlerischer Werdegang
Von 1975 bis 1981 studierte Bernd Franke in Leipzig an der Musikhochschule „Felix Mendelssohn Bartholdy“ Komposition bei Siegfried Thiele und Dirigieren bei Wolf-Dieter Hauschild. Als Gründer stand er von 1980 bis 1983 der Gruppe „Junge Musik“ in Leipzig vor. In den Jahren 1981 bis 1985 war er Meisterschüler an der Akademie der Künste der DDR in Berlin und 1988 Teilnehmer beim „Composer Workshop der Gaudeamus Stiftung Amsterdam“, in dem er unter anderem mit Ton de Leeuw und Chou Wen-chung zusammenarbeitete. 1989 konnte Franke seine Studien über eine Leonard Bernstein Fellowship des Tanglewood Music Center vertiefen. Dort arbeitete er nicht nur mit Leonard Bernstein, sondern auch mit dem Komponisten Lukas Foss, dem Geiger Louis Krasner sowie mit dem Komponisten und Dirigenten Oliver Knussen. 1993, 1994 und 1996 führten ihn Vortrags- und Konzertreisen nach Atlanta, Baton Rouge, Carrollton, Jacksonville und Minneapolis (USA).
Auf Einladung von Hans Werner Henze war Franke 1994 Jury-Mitglied der „Münchener Biennale für Neues Musiktheater“. Zwei Jahre lang (1996–1998) war er außerdem künstlerischer Leiter der Reihe „Neue Musik in der Galerie Beck“ Leipzig/Düsseldorf.
Mit dem Jahr 1998 verbindet sich die für Bernd Franke so wichtige Gründung des „Ensemble SOLO XFACH“, das die Verbreitung der Werke von Frankes 1988 begonnener Simultankomposition SOLO XFACH zum Ziel hat.
Seit den 1990er Jahren arbeitet Bernd Franke intensiv u. a. mit den Goethe-Instituten in New York, Toronto, Helsinki, Prag, Vilnius, Atlanta und Pittsburgh zusammen. Seit 2002 ist er Mitglied der Sächsischen Akademie der Künste in Dresden. Seit 1981 geht er Lehrtätigkeiten in Leipzig nach: An der Universität Leipzig ist er künstlerischer Mitarbeiter für das Fach Tonsatz und erhielt 2003 den Titel eines außerplanmäßigen Professors, zwischenzeitlich lehrte er auch an der Musikhochschule.
Meisterkurse und Vorträge (u. a. an der Manhattan School of Music in New York, der Sibelius Academy Helsinki, dem Pitea Festival Schweden oder auch der Musikakademie Prag und der Musikakademie Vilnius/Litauen).
2008/09 Composer in Residence bei ARS NOVA Copenhagen und Paul Hillier.
2009 Composer in Residence in Litauen/Kurische Nehrung beim Festival „Land of Disobedience“.
Seine Werke werden bei C.F. Peters, Breitkopf & Härtel, Faber Music London und dem Hofmeister Musikverlag verlegt, seit 2002 exklusiv bei C. F. Peters.

## Werke
- Klavier
  - ITER MAGNETICUM (I), für Klavier zu vier Händen (1990)
  - For WOLS (It´s all over), Vier Stücke für Klavier (1991)
  - … in Annäherung, für Klavier solo (1997/98)

- Kammermusik
  - Quartett für Klarinette, Viola, Kontrabass und Schlagzeug (1977/78)
  - 3 × Virtuoses, für 2 × 1Schlagzeuger (1982 )
  - Chagall-Impressionen, 6 Stücke für 10 Blechbläser (1985)
  - „Die Zeit ist ein Fluß ohne Ufer“ – 6 × Chagall für 10 Instrumente (1985/86)
  - „Konform – Kontraform“, Szene für 8 Instrumente (1988)
  - Music for wind quintet in five movements (1989)
  - Musik für Violine, Violoncello und Klavier (Hoffnung als ein Hauch…) (1992)
  - Seasons of Light (for Richard Pousette-Dart), für Fagott und Ensemble (1994)
  - „VERSUCH ZUR NÄHE“ – Fragmente für Streichquartett (im Gedenken an Louis Krasner) (1999–2000)
  - „Prambanan“, für Fagott und Klavier (2000)
  - CANZONI (1), für Blechbläserensemble (1999–2001)
  - CUT I (for Manfred H. Wenninger), für E-Gitarre, Horn, Trompete, Posaune, Schlagzeug und Klavier (2001)
  - CUT II (for Jean Guitton), für Schlagzeug, Harfe, 2 Violinen, Viola und Kontrabass (2001)
  - CUT III (for Eduard Goldstücker), für Violoncello, Oboe, Klarinette, Sopran-Saxophon und Fagott (2001)
  - „I met Feldman at the crossroad …“ (the way down is the way up), für Sopran oder Sprecher (männliche Stimme) und Streichquartett (2002)
  -  For Elliott Carter für Pauke solo (2004)
  - „approaching Mahler“, for brass ensemble, timpani and percussion (2005)
  - STILLE WASSER für E-Gitarre, E-Bass und Zuspiel-CD (2006)
  - in between (I), for violin and piano (2005)
  - in between (II) für Klavier, Klarinette, Posaune und Violoncello (2007)
  - in between (III) für Klarinette und Klavier (2006/07)
  - in between (IV), for 2 violins für Duo Gelland (2007)
  - in between (V) für Violine und Violoncello (2009)

- Orchester
  - Drei Orchesterstücke (1980–83)
  - Chagall-Musik für Orchester (1985–86)
  - Music for Trumpet, Harp, Violin and Orchestra (in memory of Leonard Bernstein) (1990–1993)
  - „For Shalom Ash – five pieces for orchestra“ (Suite aus der Oper „Mottke der Dieb“) (1995–98/2002)
  - „open doors“ for bandoneon and orchestra (2002)
  - Raschèr fanfare for saxophon orchestra (2002)
  - Three Marches for C. I. (2002)
  - „Double Life“, for oboe, flute and orchestra (2003/04) Simultanversion von CUT IV for flute and ensemble (for Joanna Pousette-Dart) und CUT V for oboe and ensemble (for Philip Roth)
  - „BlueGreen“, für Saxophonquartett und Orchester (2004)
  - Cut VI-VIII (for Colin McPhee, for J.S.B. and for Hans Werner Henze)(2005–2006)
  - On The Square für Orchester (2006/07)
  - Yellow clouds for string orchestra (2009)
  - Genesis, Konzert für Klavier und Orchester (2023/24)

- Vokalmusik
  - „Jodok läßt grüßen (oder: Etüde über O)“, Sprechchor für gemischte Stimmen über einen Text von Peter Bichsel (1990)
  - „Time is a ...“, Performance und Ritual für Stimmen (Sopran, Alt, Tenor, Bass) und Klavier (1999)
  - „Zerbrochene Nähe“, Szene für Bariton und Orchester (2000)
  - BACH PERSONAE – five voices in today's world (Uraufführung 2000)
  - Significatio – GESUALDO, cinque madrigali a cinque voci (2001)
  - unseen blue for voices and bandoneon (2002)
  - PETREL SEASCAPES, fünf Lieder für Sopran und Orchester (Uraufführung 2002)
  - lines (I), für Sopran und Ensemble (2004)
  - lines (II) für Knabensolo/Sopran, Kontrabass und Ensemble (2007)
  - On the Dignity of Man, für gemischten Chor und Saxophonquartett (2004 / 2005)
  - Rilke-Madrigale für gemischten Chor (2005)
  - Miletus für Sopran, Chor und Orchester (2007/08)
  - Augustusplatz für Chor, E-Bass, Schlagzeug und Glockenspiel (2009)
  - Memoriam – Tempo e tempi für Chor und Orchester (2008/09)

- Bühnenwerke
  - „Mottke der Dieb“, Oper in zwei Akten, frei nach Motiven des Romans Mottke der Dieb von Shalom Ash, Libretto von Jonathan Moore (1995–98)

- Der Zyklus „half-way house – SOLO XFACH (für Joseph Beuys)“
  - … in Annäherung, für Klavier solo (1997/98) (Soloversion)
  - Solo 2fach – in Annäherung ( I ), für Flöte ( Picc. Fl. Afl .Bfl. ) und Klavier ( 1997 )
  - Solo 2fach – in Annäherung ( II ), für Oboe (Ob. Ehr. Ob. d`amore ) und Klavier (1997/98 )
  - Solo 2fach – in Annäherung ( III ), für Viola und Klavier ( 1997/98 )
  - Solo 2fach – in Annäherung ( IV ), für Bassklarinette und Klavier (1997/2001)
  - Solo 3fach – für Violine, Horn und Klavier (im Gedenken an Joseph Beuys) (1988 )
  - Solo 4fach – überlagernd, für Bandoneon, E-Gitarre, Harfe und Violine (1999–2000 )
  - Solo 5fach – zerbrechend, für Horn, Flöte, Oboe, Klarinette und Fagott (1998/99 )
  - Solo 6fach – erstarrt, für Schlagzeugensemble (1994 )
  - Solo 7fach – in Distanz, für Ensemble (Fl. Pos. Schlzg. Vl. Va. Vc. Kb. )(1996 )
  - Solo 8fach – in Bewegung, für Ensemble (2003)
  - Solo 9fach – ins Unendliche, für Ensemble (für Erich Hauser) (2001)
  - Solo xfach – tape (I-IV) (2000)

- diverse Solowerke
  - Gesang (I), für Flöte/Bassflöte solo (1988)
  - Gesang (II), für Trompete solo (1989)
  - „...auf G...“, für Trompete solo (1993)
  - „For Elliott Carter“, für Pauke solo (2004)

## Auszeichnungen
- Hanns-Eisler-Preis und Mendelssohn-Stipendium (1981)
- Hans-Stieber-Preis (1987)
- Kompositionspreis zum 9. Internationalen Kompositionsseminar der Stiftung Künstlerhaus Boswil (Schweiz)
- Kucyna International Composition Prize Boston, USA (1987)
- Composer of the Year beim Kaustinen Festival in Finnland (2003)